# 樋口士郎
樋口 士郎（ひぐち しろう、1959年9月9日 -）は、三重県三重郡川越町出身の元サッカー選手、 サッカー指導者 。ポジションはMF（守備的MF）、DF。
日本サッカー協会公認B級コーチ、三重県サッカー協会技術委員、国体少年選抜テクニカルアドバイザー。ヴィアティン三重強化部長兼アカデミーダイレクター。
実弟の樋口靖洋も元サッカー選手。

## 略歴
四日市中央工業高校3年次に主将として1977年度の高校選手権準優勝に貢献。大会後には優秀選手として日本高校選抜に参加、また日本ユース代表にも選出され長く主将を務めていた。
卒業後の1978年に当時日本サッカーリーグ(JSL)2部の本田技研工業サッカー部に入部。1980年に得点王に輝き、JSL1部昇格の原動力となった。その後、1987年に本田時代の桑原勝義監督がクラブを立ち上げたばかりのPJMフューチャーズに移籍、創設期の中心選手として活躍し、1989年の天皇杯に2試合フル出場した。また、これと並行して佛教大学に入学し教員免許を取得、1990年に現役を引退した。
1991年からは母校の四中工に赴任し、サッカー部コーチとしてその年に高校総体ベスト4、高校選手権初優勝を経験した。1995年に恩師の城雄士の後を継いで監督に就任。現在、多くの選手をJリーグ及び各年代の日本代表に送り出している。　
2018年10月、今季限りで勇退することが発表される。2018年12月31日、第97回全国高校サッカー選手権第1回戦、対秋田商業戦に0-2で敗れ四中工監督として最後の試合となった。
2019年4月よりヴィアティン三重強化部長兼アカデミーダイレクターに就任。

## 所属クラブ
- 四日市中央工業高校
- 1978年 - 1985年 本田技研工業
- 1987年 - 1990年 PJMフューチャーズ

## 個人成績
| 国内大会個人成績 | 国内大会個人成績 | 国内大会個人成績 | 国内大会個人成績 | 国内大会個人成績 | 国内大会個人成績 | 国内大会個人成績 | 国内大会個人成績 | 国内大会個人成績 | 国内大会個人成績 | 国内大会個人成績 | 国内大会個人成績 |
| 年度             | クラブ           | 背番号           | リーグ           | リーグ戦         | リーグ戦         | リーグ杯         | リーグ杯         | オープン杯       | オープン杯       | 期間通算         | 期間通算         |
| 年度             | クラブ           | 背番号           | リーグ           | 出場             | 得点             | 出場             | 得点             | 出場             | 得点             | 出場             | 得点             |
| 日本             | 日本             | 日本             | 日本             | リーグ戦         | リーグ戦         | JSL杯            | JSL杯            | 天皇杯           | 天皇杯           | 期間通算         | 期間通算         |
| ---------------- | ---------------- | ---------------- | ---------------- | ---------------- | ---------------- | ---------------- | ---------------- | ---------------- | ---------------- | ---------------- | ---------------- |
| 1978             | 本田             |                  | JSL2部           |                  |                  |                  |                  |                  |                  |                  |                  |
| 1979             | 本田             |                  | JSL2部           |                  |                  | 0                | 0                | 2                | 1                |                  |                  |
| 1980             | 本田             |                  | JSL2部           |                  | 11               | 2                | 1                |                  |                  |                  |                  |
| 1981             | 本田             | 19               | JSL1部           | 18               | 0                |                  |                  | 3                | 0                |                  |                  |
| 1982             | 本田             | 19               | JSL1部           | 18               | 1                |                  |                  | 1                | 1                |                  |                  |
| 1983             | 本田             | 19               | JSL1部           | 12               | 0                | 1                | 0                | 3                | 0                | 16               | 0                |
| 1984             | 本田             | 4                | JSL1部           | 11               | 0                | 3                | 0                | 1                | 0                | 15               | 0                |
| 1985             | 本田             | 4                | JSL1部           | 10               | 0                |                  |                  | 0                | 0                |                  |                  |
| 通算             | 日本             | 日本             | JSL1部           | 69               | 1                |                  |                  | 8                | 1                |                  |                  |
| 通算             | 日本             | 日本             | JSL2部           |                  |                  |                  |                  |                  |                  |                  |                  |
| 総通算           |                  |                  |                  |                  |                  |                  |                  |                  |                  |                  |                  |

## 代表歴
- 1977年 - 1979年 日本ユース代表
  - AFCユース選手権出場（1978年）

## 指導歴
- 1991年 - 1994年 四日市中央工コーチ
- 1995年 - 2018年 四日市中央工監督

## ＤＶＤ
- 四中工の奪い合うサッカー ～育成年代のディフェンスを見つめ直す～（2014年）ティアンドエイチ株式会社